# 左輔 (正統進士)
左輔（1416年—？），字良弼，江西吉安府永新縣人，民籍，明朝政治人物。

## 生平
江西鄉試第三十二名舉人，正統七年（1442年）中式壬戌科會試第九十七名，三甲第五十名進士。

## 家族
曾祖左東吾；祖父左伯恭；父左仁弘。